# Church Mission Society
Pour les articles homonymes, voir CMS.
La Church Mission Society (CMS), également connue sous le nom de Church Missionary Society, est une organisation missionnaire protestante britannique. Son siège principal est situé à Oxford.

## Histoire
Elle est fondée en 1799 en Angleterre par des anglicans, sous le nom de Society for Missions to Africa and the East. Elle a été la première à envoyer des missionnaires en Nouvelle-Zélande ; elle fut (et reste) active aussi sur le continent africain.